# Morderstwo Vincenta China
Vincent Jen Chin (chiń. upr. 陳果仁; chiń. trad. 陈果仁; pinyin Chén Guǒrén; ur. 18 maja 1955 w Guangdong, zm. 23 czerwca 1982 w Detroit) – Amerykanin chińskiego pochodzenia, który w czerwcu 1982 roku został pobity ze skutkiem śmiertelnym na terenie miasta Highland Park, w Stanach Zjednoczonych. Pobicie doprowadziło do śmierci ofiary w ciągu czterech dni.

## Tło
Sprawcami byli kierownik fabryki Chryslera Ronald Ebens oraz jego pasierb, Michael Nitz. Pobłażliwy wymiar kary jaki nałożono na tych dwóch mężczyzn w ramach umowy pomiędzy obroną a oskarżeniem, spowodowało oburzenie azjatyckiej społeczności w kraju w związku z brutalnym charakterem zabójstwa (ciosy w głowę kijem baseballowym), które nacechowane było zbrodnią z nienawiści. Zwolnienia w motoryzacyjnym przemyśle Detroit, m.in. Nitza z Chryslera w 1979 roku, miały miejsce w związku z coraz większą konkurencją ze strony japońskich producentów samochodów – napastnicy uznali China za Japończyka. Kiedy bito China, w jego stronę kierowano rasistowskie komentarze przypisujące ofierze winę za zwolnienia w tamtejszych zakładach pracy.

## Skazanie sprawców
Pierwotnie Ebens i Nitz otrzymali wyroki za morderstwo drugiego stopnia, ale w sądzie okręgowym zostali uznani za winnych nieumyślnego spowodowania śmierci. Sprawcom przyznano trzyletni dozór sądowy.
Sprawa stała się punktem zbornym dla amerykańskiej społeczności pochodzenia azjatyckiego, a Ebens i Nitz zostali oskarżeni za naruszenie praw obywatelskich China. Z uwagi na to, że kolejne zaskarżenie federalne było pokłosiem presji ze strony społeczeństwa, koalicji wielu azjatyckich organizacji, zabójstwo Vincenta China jest często uważane za ważny dla ogólnoetnicznego ruchu azjatycko-amerykańskiego.